# Moses Arndt
Moses Arndt (* 18. März 1964 als Michael Rudi Arndt in Oberbexbach, Bexbach, Saarland) ist ein deutscher Arzt, Politiker (Die Linke), Autor und Verleger im Bereich der Hardcore-Punk-Bewegung. Er ist der Herausgeber des Hardcore-Punk-Fanzines Zap und seit 2007 hauptberuflich als Hausarzt tätig. Seit 2025 ist er Mitglied im 21. Deutschen Bundestag. 

## Leben
Nach ersten eigenen Fanzines wie dem Heft Vox Vulgi, das Arndt als junger Punk selbst gestaltete und bei Konzerten verkaufte, wurde er 1986 Mitbegründer des Fanzines Trust. Als Vorbild diente das US-amerikanische Punk-Fanzine Maximumrocknroll. Zu dieser Zeit war Arndt Sänger der Hardcore-Band Challenger Crew, die drei Alben veröffentlichte. Arndt verließ die Trust-Redaktion 1988 und gründete sein eigenes Fanzine Zap, welche in der deutschen Hardcore-Szene prägend sein sollte. Er war nicht nur Herausgeber, sondern schrieb auch zahlreiche Artikel, führte Interviews und erschien oft dazu in den überregionalen Medien verschiedenster Art. Bekannte Autoren des Zap waren Martin Büsser, Klaus N. Frick oder auch Karl Nagel. Größere Bekanntheit erhielt das Blatt auch durch die journalistische Dokumentation der Chaostage in Hannover und der Punk-Subkultur an sich. Nach den extrem gewalttätigen Chaostagen von 1995 trat Moses Arndt in diversen Talkshows wie Boulevard Bio, Live aus dem Schlachthof und Arabella auf. MTV Europe strahlte 1995 ein „Punk Special“ über Europa aus, in dem er zusammen mit der Band Hammerhead und deren Sänger Tobias Scheiße den Interviewpartner gab. Daneben erschien im Stern 1995 ein Interview mit Arndt und einigen anderen Punks zum Thema Chaostage. Die Idee, das Zap wöchentlich zu veröffentlichen, scheiterte; 1998 erschien die vorerst letzte Ausgabe. Darüber hinaus schrieb Arndt auch für Magazine wie Spex oder Rock Hard. Anfang 2019 entschied Arndt, das Zap wiederauferstehen zu lassen. Seit November 2019 erscheint es wieder, ausschließlich in gedruckter Form.
Arndt eröffnete nach einem längeren New-York-Aufenthalt 1993 ein Piercing- und Tattoo-Studio. 2000 begann er mit dem Medizinstudium. Mittlerweile hat er eine eigene Arztpraxis; seine Tätigkeitsschwerpunkte sind Tattoo-Entfernung mittels Laser und subkutaner Schmuckeinsatz. 2007 wurde ihm der Grad eines Doktors der Medizin (Dr. med.) von der Medizinischen Fakultät der Universität des Saarlandes verliehen. Zusätzlich betätigte er sich als ausgebildeter Ringarzt bei Kampfsportveranstaltungen wie Boxen oder Muay Thai.
Sein Roman Chaostage wurde 2007 von Tarek Ehlail unter dem Titel Chaostage – We Are Punks! verfilmt. Für Ehlails Film Gegengerade – Niemand siegt am Millerntor von 2010 schrieb er das Drehbuch.

## Politik
Bei der Bundestagswahl 2025 trat Moses Arndt als Spitzenkandidat der Partei Die Linke Saarland sowie als Direktkandidat im Bundestagswahlkreis Homburg an. In seinem Wahlkreis erreichte er 6,6 Prozent der Erststimmen und konnte über den ersten Platz der saarländischen Landesliste seiner Partei in den Deutschen Bundestag einziehen.
Im 21. Deutschen Bundestag ist er Mitglied im Petitionsausschuss und stellvertretendes Mitglied im Gesundheitsausschuss.

## Veröffentlichungen
- Moses A.: Chaostage. Roman. Dreieck Verlag, Mainz 1998, ISBN 3-930559-54-4.
- Michael Arndt: Transfer von Entspannungsverfahren aus der stationären Rehabilitation in den Alltag der Patienten. Dissertation, Universität Saarbrücken, 2007, Digitalisat
- Moses A.: New York City Hardcore. Roman. Ventil Verlag, Mainz 2012, ISBN 978-3-931555-38-2.